# Tomber la chemise
Singles de Zebda
Le Bruit et l'Odeur Y'a pas d'arrangement
Pistes de Essence ordinaire
Y'a pas d'arrangement Double Peine
Tomber la chemise est une chanson du groupe français Zebda, sortie en 1998 sur leur troisième album, Essence ordinaire, puis en single en 1999. Tomber la chemise est l'un des plus grands succès du groupe toulousain sur la scène française.

## Succès populaire
Entré dans le Top Singles français le 12 juin 1999, en 11e position, il en sort le 25 décembre 1999, en 97e position : il reste ainsi 29 semaines dans le classement. Il est no 1 pendant trois semaines, du 17 au 31 juillet 1999.
La même année est décerné à Tomber la chemise un disque de diamant par le Syndicat national de l'édition phonographique, certifiant ainsi la vente de 750 000 singles. Le titre se vend à un million d'exemplaires. La chanson voit également son succès récompensé en 2000 par une Victoire de la musique, catégorie « Chanson originale de l'année », et indirectement par la victoire dans la catégorie « Meilleur groupe » la même année. Lors de la première édition des NRJ Music Awards en 2000, Zebda remporte le trophée dans la catégorie « Chanson Francophone de l’année » avec Tomber la chemise.
Tomber la chemise rencontre enfin un certain succès à l'étranger, notamment en Belgique francophone avec une 3e place au Top 50, au Québec avec une 29e place au Top 50 de l'année 1999 d'une radio populaire et aux Pays-Bas (22e).

## Impact sur la vie du groupe
Tomber la chemise fait passer Zebda du statut de simple groupe engagé à celui de groupe à succès, auteur d'un tube diffusé sur de nombreuses radios qui éclipse le reste de leur œuvre :

« Cette chanson, nous l'avons vécue comme un traumatisme. Ce succès, c'est comme si ce n'était pas le nôtre. Il y a des tubes assassins, qui vous stigmatisent. Cette chanson a tué toutes les autres et sonné la fin du groupe. »

— Magyd Cherfi, 2005
Au sein du groupe toulousain, ce succès est diversement ressenti comme le raconte Mouss Amokrane : « Hakim et moi, on était débordés par la joie, alors que pour Magyd, c'était trop. Trop positif, trop réducteur ». Issu de la précarité d'un collectif associatif de Toulouse, Zebda doit alors accorder ses engagements avec son succès dans les circuits de l'industrie du disque : « Parler de misère avec un compte bancaire soudain bien garni peut effectivement s'avérer délicat » rappelle le groupe dans une interview. Malgré ces divergences naîtra en 2002 Utopie d'occase, un album moins festif concluant un cycle pour le groupe toulousain qui se sépare l'année suivante avant de se reformer en 2008.

## Liste des pistes

### CD single
1. Tomber la chemise — 4:25
2. Quinze ans — 4:50
3. Le Pont du carrousel — 4:06

La troisième chanson, Le Pont du carrousel, rend hommage à Brahim Bouarram, un jeune Marocain de 29 ans mort noyé dans la Seine après avoir été poussé du Pont du Carrousel par des skinheads néonazis lors d'un défilé en hommage à Jeanne d'Arc par des militants du Front national. La chanson est interprétée par Magyd Cherfi et dénonce le racisme ainsi que la tentative de dédramatisation de l'affaire par Jean-Marie Le Pen jugeant que l'affaire ternissait à tort l'image de son parti.

## Pochette
La pochette du single représente un breakdancer entouré d'une foule de spectateurs.

## Clip
Le clip fait apparaître les membres de Zebda déguisés en déménageurs. Jamel Debbouze joue le rôle d'un gardien d'immeuble : il fait allusion à la chanson Je crois que ça va pas être possible, également présente sur l'album Essence ordinaire. Omar et Fred font également une apparition. Le clip est tourné à Trappes.
Le clip a été nommé en 2000 aux Victoires de la musique, catégorie « Vidéo-clip de l’année ».

## Classements, certifications et prix
| Classement (1999)                       | Meilleure position |
| --------------------------------------- | ------------------ |
| Belgique (Wallonie Ultratop 50 Singles) | 3                  |
| France (SNEP)                           | 1                  |
| Pays-Bas (Nederlandse Top 40)           | 18                 |
| Pays-Bas (Single Top 100)               | 22                 |
| Québec (CKOI)                           | 29                 |

| Classement de fin d'année (1999) | Position |
| -------------------------------- | -------- |
| Belgique (Wallonie Ultratop 40)  | 18       |
| France (SNEP)                    | 5        |

Tomber la chemise reste trois semaines en tête des meilleures ventes de single en juillet 1999. Le disque est par ailleurs certifié disque de diamant en France le 20 décembre 1999 en franchissant le seuil des 750 000 copies vendues et atteint au total 868 000 ventes quelques mois plus tard.

## Parodies et reprise
En 1999, l'émission de radio Festival Roblès a chanté une parodie de Tomber la chemise s'intitulant Solder la chemise. Les Fatals Picards ont sorti dans leur album Pamplemousse mécanique une chanson intitulée Monter le pantalon qui parodie également Tomber la chemise. Au sein du collectif des Enfoirés, Tomber la chemise fut reprise en 2002 par Yannick Noah, Michèle Laroque et Francis Cabrel dans l'album Tous dans le même bateau. Cette reprise figure également dans la compilation Les Enfoirés, la Compil' (vol. 3) publiée en 2005. 
En 2018, l'artiste Néerlandais Primo a sorti dans son album Polaroid une chanson intitulée Chanten, reprenant à l'identique le thème musical de Tomber la chemise, avec des paroles en Néerlandais sur le thème du flirt.